# W de l'Ossa Major
W de l'Ossa Major (W Ursae Majoris) és un estel variable a la constel·lació de l'Ossa Major, que s'hi troba a 162 anys llum del sistema solar.
W Ursae Majoris és una binària eclipsant de contacte on les components (W Ursae Majoris A i W Ursae Majoris B) comparteixen una capa exterior comuna i és el prototip d'aquest tipus de variables, conegudes com a variables W UMa. En compartir les capes exteriors els dos estels tenen el mateix tipus espectral, F8Vp, corresponent a nans grocs de la seqüència principal semblants al Sol. L'estel primari té una massa de 0,99 masses solars, un radi de 1,14 radis solars i una lluminositat de 1,45 sols. L'estel secundari té una massa de 0,62 masses solars, un radi de 0,83 radis solars i una lluminositat igual al Sol.
Ambdós components tenen forma de «gota», amb la punta de cadascuna assenyalant l'altre estel. A diferència de les binàries eclipsants normals, és impossible precisar quan comença o acaba l'eclipsi d'un estel per l'altre. Durant l'eclipsi de W Ursae Majoris, la magnitud aparent varia entre +7,75 i +8,48 durant un període de 8 hores.